# Leptataspis sanguiniflua
Leptataspis sanguiniflua is een halfvleugelig insect uit de familie schuimcicaden (Cercopidae). De wetenschappelijke naam van deze soort is voor het eerst geldig gepubliceerd in 1899 door Breddin.